# Leonhard Bauer (Missionslehrer)
Leonhard Bauer (* 9. Mai 1865 in Niederstetten; † 19. November 1964 in Schamlān, Libanon) war Missionslehrer am Syrischen Waisenhaus in Jerusalem und Pionier der arabischen Dialektologie.
Leonhard Bauer wurde am 9. Mai 1865 in Niederstetten nahe Bad Mergentheim in Hohenlohe geboren. Sein Vater, der Bauer und Weber war, schickte ihn nach abgeschlossener Schulausbildung auf das Lehrerseminar in das nicht weit entfernte Künzelsau. Danach arbeitete Leonhard Bauer einige Zeit als Lehrer und Hauslehrer. Bald jedoch erwachte in ihm der Wunsch, in der evangelischen Mission tätig zu werden und er reiste nach Basel in ein Missionsseminar, um sich auf seinen Dienst vorzubereiten. Dort wurde er jedoch zu seiner großen Enttäuschung für nicht tropentauglich befunden und musste unverrichteter Dinge wieder heimreisen. Daheim fand er eine Nachricht vor, dass das Syrische Waisenhaus in Jerusalem einen Lehrer für sein Lehrerseminar suche und er bewarb sich unverzüglich für diese Stelle. An seinem 25. Geburtstag im Jahre 1890 erhielt er die Berufung an das Lehrerseminar. Er zögerte nicht lange: Drei Wochen später, Ende Mai/Anfang Juni 1890, kam er in Jerusalem an.
Nach seiner Ankunft übernahm Leonhard Bauer im Lehrerseminar den Deutsch- und Französischunterricht. Daneben bekam er den Auftrag, sich so rasch wie möglich in die arabische Sprache einzuarbeiten. Denn einerseits mangelte es an Lehrern für den ebenfalls obligatorischen Arabischunterricht, andererseits legte die Mission stets größten Wert darauf, das Evangelium in der jeweiligen Landessprache zu verkünden (was, nebenbei gesagt, der Sprachwissenschaft schon so manch wertvollen Dienst erwiesen hat).
1891 heiratete er Maria Schneller, die Tochter des Schulgründers. Aus dieser Ehe gingen drei Kinder hervor, ein Junge starb in frühen Jahren, eine der beiden Töchter, Irmela, übernahm später von ihrer Mutter die Leitung des Mädchenheims im Syrischen Waisenhaus.
Dass Leonhard Bauer seinen Auftrag ernst nahm, beweist das bereits 1895 erschienene (und in den Werkstätten des Syrischen Waisenhauses hergestellte) Lehrbuch zur praktischen Erlernung der arabischen Sprache (Schrift- und Vulgärarabisch), mit dem er seinen Nachfolgern ein erstes Rüstzeug in die Hand gab, um sich in das Arabische einzuarbeiten. Während er in diesem Erstlingswerk noch zwischen Hochsprache und Umgangssprache schwankt, konzentriert er sich im Folgenden ganz auf das gesprochene Arabisch seiner Umgebung. 1898 erscheint die erste Auflage seiner Grammatik und Chrestomathie Das Palästinensische Arabisch (Die Dialekte des Städters und des Fellachen), die zwar, wie alle folgenden Auflagen auch, die J.C. Hinrichs’sche Buchhandlung in Leipzig als Verleger auf dem Titelblatt stehen hat, aber ebenfalls in Jerusalem hergestellt wurde. Gustaf Dalman schrieb in seinem Vorwort zur zweiten Auflage (1910): „Ich wüsste nicht, dass irgend ein lebender arabischer Dialekt für die Einzelheiten seines Sprachgebrauchs eine zutreffendere und inhaltsreichere Beschreibung gefunden hätte.“ Das sollte auch noch einige Jahrzehnte, bis zum Auftreten Cantineaus, so bleiben und noch heute, fast 100 Jahre nach Erscheinen der ersten Auflage, ist es eine unverzichtbare Quelle für jeden, der sich mit Dialekten Palästinas beschäftigt. Zwar erscheint so manches auf den ersten Blick veraltet und ungenau, doch je weiter man in die Fülle des Materials eintaucht, desto klarer gewinnt das Werk an Kontur, desto fundierter werden seine Angaben und in der Praxis beweist es eine Verlässlichkeit, die einen immer wieder darüber staunen lässt, wie ein gänzlich unvorbelasteter Laie dieses Wunderwerk in dermaßen kurzer Zeit hervorbringen konnte. Zumal sich Leonhard Bauer in dieser Zeit, wie wir aus Zeugnissen seiner Schüler wissen, mit Leib und Seele seiner ersten Pflicht, dem Unterricht, widmete. Daneben hatte er noch zahlreiche weitere Verpflichtungen, insbesondere als Organist in der Anstaltskirche und die täglichen Hausandachten morgens und abends für die Kinder der Anstalt (die er in arabischer Sprache hielt).
Ebenfalls 1898 erschien in der Zeitschrift des Deutschen Palästina-Vereins seine Sammlung Arabische Sprichwörter. 1899 wurde er zum Oberlehrer und damit zum Leiter des Lehrerseminars ernannt. 1903 erschien sein Buch Volksleben im Land der Bibel, in dem neben der Beschreibung von Sitten und Gebräuchen zahlreiche Sprichwörter, Rätsel, Reime und Volkslieder enthalten sind. Daneben schrieb er bis zu seinem Lebensende regelmäßig volkskundliche Beiträge in der Zeitschrift des „Vereins des Syrischen Waisenhauses“, dem Boten aus Zion. Einige davon fanden auch Eingang in die Zeitschrift des Deutschen Palästina-Vereins.
Während des Ersten Weltkrieges wurde das Syrische Waisenhaus von der englischen Besatzung vorübergehend konfisziert und Leonhard Bauer musste mit seiner Familie nach Deutschland übersiedeln, wo er als Lehrer an der Mittelschule in Metzingen/Württ. eine Anstellung fand. Als die Anstalt 1921 an die Mission zurückgegeben wurde, war er einer der ersten, die zur Stelle waren, um den Lehrbetrieb wieder aufzubauen. In dieser Zeit entstand das Wörterbuch der arabischen Umgangssprache, das 1930 im Syrischen Waisenhaus erschien und als Deutsch-Arabisches Dialektwörterbuch bis heute konkurrenzlos geblieben ist.
1939, bei Kriegsausbruch, verließen viele deutsche Mitarbeiter die Anstalt und kehrten nach Deutschland zurück. Leonhard Bauer blieb mit seiner Familie in Jerusalem, da er nicht erwartete, dass man einen 75-Jährigen noch internieren würde. Doch es kam anders. Im September 1939 wurde er in ein Internierungslager nach Akko gebracht, wo er als Folge der schlechten Unterbringung auf einem Auge erblindete. Im November 1939 durfte er wieder nach Jerusalem zurückkehren und ging für kurze Zeit seinen Pflichten als Lehrer nach, bis das Syrische Waisenhaus im Frühjahr 1940 von der englischen Verwaltung endgültig geräumt und geschlossen wurde. Bis 1948 lebte er mit seiner Familie in verschiedenen Internierungslagern. 1946 starb seine Frau im Alter von 86 Jahren. Als er im April 1948 entlassen wurde, war die Lage im Land äußerst gespannt. Leonhard Bauer fand mit seiner Tochter Irmela Zuflucht in Ramallah bei der christlichen Familie eines ehemaligen Mitarbeiters des Syrischen Waisenhauses (in Ramallah gibt es noch heute eine kleine protestantische Gemeinde). Als auch dort die Situation durch die Flüchtlingsströme aus Jaffa, Lyd und Ramleh und durch Bombenangriffe der israelischen Luftwaffe auf die Stadt immer kritischer wurde, entschloss er sich, wie Hunderttausende andere in dieser Zeit, zur Flucht in den Libanon. Im August 1948, 83 Jahre alt, kam er mit seiner Tochter Irmela in Schamlān, auf einem Ausläufer des Libanon-Gebirges 25 km südöstlich von Beirut gelegen, an. Hier war es ihm vergönnt, nach den vergangenen turbulenten zehn Jahren wieder zur Ruhe zu kommen und seine Studien wiederaufzunehmen. 1955 besuchte ihn Anton Spitaler und regte eine überarbeitete Neuauflage des Wörterbuchs an, da Leonhard Bauer in der Zwischenzeit zahlreiches neues Material gesammelt hatte. Unterstützt von seiner Tochter Irmela vollendete er diese Arbeit und konnte das Erscheinen der zweiten Auflage beim Harrassowitz-Verlag in Wiesbaden 1957, in seinem 93. Lebensjahr erleben. Leonhard Bauer starb am 19. November 1964 in Schamlān und wurde in Beirut beerdigt. Demut, Fleiß und eine tiefe Religiosität haben sein Leben geprägt.

## Schriften
- Lehrbuch zur praktischen Erlernung der arabischen Sprache (Schrift- und Vulgärarabisch). Verlag des Syrischen Waisenhauses, Jerusalem (in Kommission bei H. G. Wallmann in Leipzig), 1897.
- Volksleben im Lande der Bibel. H. G. Wallmann, Leipzig 1903, 2. Auflage 1903.
- Das palästinensische Arabisch. Die Dialekte des Städters und des Fellachen. Grammatik, Übungen und Chrestomathie. Hinrichs, Leipzig 1910, 4. Auflage 1926, Fotomechanischer Nachdruck der 4. Auflage: Leipzig 1970.
- Arabische Sprichwörter. In: ZDPV – Zeitschrift des Deutschen Palästina-Vereins. 21, 1898, S. 129–148.
- Wörterbuch des palästinischen Arabisch: Deutsch-Arabisch. H. G. Wallmann, Leipzig; Syrisches Waisenhaus, Jerusalem 1933. Die zweite Auflage erschien unter dem Titel:
- Deutsch-Arabisches Wörterbuch der Umgangssprache in Palästina und im Libanon. Harrassowitz, Wiesbaden 1957.
- Israels Zukunft. Ev. Karmel-Mission, Nördlingen o. J. (1952); 2. Auflage: Franz, Metzingen o. J. (1952).
- Daneben weitere – auch dialektologische und volkskundliche – Beiträge in Der Bote aus Zion, der Zeitschrift des Vereins des Syrischen Waisenhauses in Jerusalem.

Im Artikel genannte abweichende Erscheinungsdaten oder Titel beziehen sich auf nicht in den Handel gelangte Privatdrucke des Syrischen Waisenhauses.